# Света Неделя (Орле)
„Света Неделя“ (на македонска литературна норма: „Света Недела“) е възрожденска православна църква в село Орле, част от Преспанско-Пелагонийската епархия на Македонската православна църква – Охридска архиепископия.

## География
Църквата се намира в западната част на селото, разположена на възвишение.

## История и архитектура
Храмът е изграден в 1860 година.
Сградата на църквата е с правоъгълна основа с полукръгла апсида от източната страна. От западната страна е разположен главният вход, към който е пристроен малък открит притвор, а на стената над входната врата има стенопис, който е в лошо състояние. Църквата има и страничен вход от южната страна. Цялата сграда е боядисана в бяло с нисък червен цокъл и е покрита с покрив от керемиди.
Вътрешността на църквата не е изписана, с изключение на изображението на Исус Вседържител на свода, но е богата на множество икони. Стените са боядисани в бяло с червен цокъл, а в горната им част са прикрепени петлъчеви звезди, символизиращи небесната шир. Иконостасът съдържа ред икони над дяконските порти и царските двери.
Отляво на царските двери са изобразени Света Неделя, Архангел Михаил и Богородица с Исус, а отдясно са Исус, Архангел Гавриил и Свети Йоан Кръстител. На иконите в горния ред са изобразени различни библейски мотиви, а на иконата над царските двери е представена Тайната вечеря. В двора на църквата се намират камбанарията и селските гробища. Камбанарията е проста метална конструкция.
Обновена е няколко пъти, а в 2000 година е изградена наново от основи.

## Галерия
- Поглед към църквата
- Западната страна
- Западната и северната страна
- Южната и източната страна
- Главният вход
- Фреската над главния вход
- Апсидата
- Вътрешността
- Иконостасът
- Фреската на Исус Вседържител
- Камбанарията
- Селските гробища